# Медзяна (Опольське воєводство)
Медзяна (пол. Miedziana, нім. Kupferberg) — село в Польщі, у гміні Тарнув-Опольський Опольського повіту Опольського воєводства.
Населення — 630 осіб (2011).

## Демографія
Демографічна структура станом на 31 березня 2011 року:
|          | Загалом | Допрацездатний вік | Працездатний вік | Постпрацездатний вік |
| -------- | ------- | ------------------ | ---------------- | -------------------- |
| Чоловіки | 307     | 54                 | 217              | 36                   |
| Жінки    | 323     | 45                 | 214              | 64                   |
| Разом    | 630     | 99                 | 431              | 100                  |